# Ogniczkowate
Ogniczkowate (Pyrochroidae) – rodzina owadów z rzędu chrząszczy.
Przedstawicieli tej niezbyt licznej rodziny charakteryzuje szkarłatne lub  żółtoczerwone ubarwienie ostrzegawcze. Głowa duża wysunięta w przód, przewężona za oczami, przedplecza znacznie węższe niż pokrywy i  zaokrąglone. Długie 11-członowe czułki są grzebieniaste lub piłkowane. Pospolitym gatunkiem środkowoeuropejskim jest ogniczek większy (Pyrochroa coccinea).